# Vladimír Pištělák
Vladimír Pištělák (Brno, 30 luglio 1940) è un ex cestista cecoslovacco.

## Carriera
Con la Cecoslovacchia ha disputato i Giochi olimpici di Roma 1960 e cinque edizioni dei Campionati europei (1961, 1963, 1965, 1967, 1969).

## Palmarès
- Campionato cecoslovacco: 5

Spartak ZJŠ Brno: 1961-62, 1962-63, 1963-64, 1966-67, 1967-68
- Coppa del Belgio: 2

Raching Mechelen: 1970, 1971